# 大垣市立大垣第一女子高等学校
大垣市立大垣第一女子高等学校（おおがきしりつおおがきだいいちじょしこうとうがっこう）は、かつて岐阜県大垣市にあった公立の定時制高等学校。

## 概要
- 大垣市及びその周辺地域紡績工場などで働く女子のために設置された定時制高校であり、授業は昼間二部定時制がとられていた。
- 1970年代前半には1000人以上の生徒数がいたが、紡績工場の閉鎖などにより生徒数は次第に減少。閉校時の卒業生は16名。
- 廃校前、現在の名阪近鉄バス「領家」バス停は「女子高口」と名乗っていた。当校至近であるためである。
- 廃校後、校舎は2014年3月まで情報科学芸術大学院大学（通称「IAMAS」）として利用されていた。2020年時点では岐阜協立大学の留学生宿舎として使用されている。
- 廃校後、体育館は大垣市北部体育館として利用されていたが、2020年3月31日に閉館され解体された。跡地には大垣消防組合北消防署が新築移転した[1]。
- 敷地の一部は2008年（平成20年）に「第一女子高跡広場」として整備され、モニュメントが設置されている。

## 沿革
- 1963年（昭和38年） - 定時制の女子高校の設立期成同盟により、大垣市に陳情書が提出される。期成同盟には大垣市商工会議所及び大垣紡績（現・大垣扶桑紡績）、東邦レーヨン、和興紡績、美濃繊維、大垣繊維などの繊維会社が名を連ねていた。
- 1964年（昭和39年）
  - 4月1日 - 開校。大垣市の消防本部庁舎を仮校舎とする。
  - 4月20日 - 開校式を行う。
  - 12月 - 校舎（第一期）が完成し、移転。
- 1965年（昭和40年）10月 - 校舎（第二期）が完成。
- 1966年（昭和41年）8月 - 校舎（第三期）が完成。
- 1969年（昭和44年）2月 - 校舎（第四期）が完成。
- 1971年（昭和46年）3月 - 校舎（第五期）が完成。
- 1972年（昭和47年）2月 - 体育館が完成。
- 1987年（昭和62年）11月 - 募集停止。
- 1991年（平成3年）3月 - 廃校。